# Краузе, Альфред
Альфред Краузе (нем. Alfred Krause; 28 апреля 1930 года, Дрезден — 19 ноября 2001 года) — восточногерманский военный деятель, генерал-лейтенант (1 марта 1986 года)

## Биография
Из семьи шофёра. По специальности служащий административного учреждения (Verwaltungsangestellter). В 1946 году стал членом СЕПГ. 13 сентября 1948 года вступил в ряды Народной полиции. До 1950 года служил в полиции родного Дрездена. В это же время учился в Школе Народной полиции в Торгау. В 1950—1953 годах служил заместителем начальника по политической работе в Политшколе КНП Торгау-Трептов (Politschule Torgau-Treptow). В 1953—1957 годах там же был начальником кадров. После этого в 1957—1962 годах проходил обучение в Военной Академии ННА имени Фридриха Энгельса, которую закончил с дипломом военного специалиста. После её окончания он до 1964 года занимал должность заместителя командира по политической работе в 7-м мотострелковом полку «Макс Рошер», расквартированном в Мариенбергe. В 1964—1970 годах сам командовал этим полком. В 1970—1972 годах был командирован в Москву на учёбу в Военной Академии Генерального штаба Вооружённых сил СССР. После своего возвращения в ГДР Краузе был назначен на должность заместителя командира по боевой подготовке в 11-ю МСД в Галле. С 1 ноября 1974 года по 31 августа 1977 года он в чине полковника сам командовал этой дивизией. С 1 сентября 1977 года по 31 октября 1979 года служил начальником штаба и заместителем командующего 3-м Военным округом (Лейпциг). 7 октября 1977 года получил звание генерал-майора. В 1980 году был назначен начальником управления инспекций (Chef der Verwaltung Inspektion) в Министерстве Национальной обороны. В 1982 году Краузе возглавил разведывательное управление ННА (Chef der Verwaltung Aufklärung im MfNV). 1 марта 1986 года, в рамках празднования 3-й годовщины образования ННА, Краузе получил чин генерал-лейтенанта. После падения Берлинской стены в ноябре 1989 года Краузе был освобождён от занимаемой должности. Некоторое время после этого он возглавлял Информационный центр Министерства Национальной обороны (Министерства обороны и разоружения). 30 сентября 1990 года уволен в отставку.

## Воинские звания
- Генерал-майор — 7 октября 1977 года;
- Генерал-лейтенант — 1 марта 1986 года.

## Избранные награды
- Орден «За заслуги перед Отечеством в серебре»;
- Военный орден «За заслуги перед Народом и Отечеством» в золоте.